# ئی‌اوجی
ئی‌اوجی (انگلیسی: EOG) شرکت نفت و گاز آمریکایی است، که در سال ۱۹۹۹ تأسیس شد.